# Pterocallis heterophyllus
Pterocallis heterophyllus är en insektsart. Pterocallis heterophyllus ingår i släktet Pterocallis och familjen långrörsbladlöss. Inga underarter finns listade i Catalogue of Life.